# Paul Grassmann
Paul Grassmann, född 25 december 1898, död 26 september 1948, var en tysk journalist, förläggare och pressattaché vid den tyska delegationen i Stockholm under Hitlerregimen.

## Biografi
Paul Grassmann började sin bana som forskare inom agrikultur med doktorstitel och fick genom sina fältstudier kännedom om de nordiska länderna. Han gifte sig med en norska och talade skandinaviska språk. 1926 fick han anställning som utrikeskorrespondent i Stockholm och förlagsredaktör. Han blev  de utländska reportrarnas talesman som ordförande i Utländska pressföreningen.
Han engagerade sig under 1920-talet i försöken att närma Sverige till Tyskland. Han byggde upp ett stort kontaktnät, inte minst bland nordiska författare. Han översatte, presenterade, arrangerade uppläsningar och lanserade på många sätt de svenska författarna på den tyska bokmarknaden.
Den 20 juli 1933 konstituerades ”Informationsbyrån” (Aufklärungs-Ausschuss) med uppdrag att bedriva nazistisk propaganda i utlandet. Byrån stod i direkt tjänst hos och var underordnad Promi (det tyska propagandaministeriet under Goebbels), fick order därifrån, utförde dem och återrapporterade. Byrån kallade sina utländska representanter, 470 till antalet, för ”agenter”. Dessa agenter hade att utföra ”hemlig rapporttjänst” till Promi. De hemliga agenternas uppdrag var att påverka opinionen i sina respektive länder genom ”maskerad upplysning och stämningsmakeri” och också placera ”politiska och kulturella artiklar alltefter propagandaministerns önskningar”. Agenterna lovade att hålla detta sitt avtal med Goebbels hemligt.
Paul Grassmann rekryterades från starten som Informationsbyråns agent i Sverige och fick en central roll i det tyska infiltrations- och propagandanätverket. ”Med utomordentlig energi försökte han bygga upp ett nät av kontakter bland de av den nordiska kulturvärldens spetsar som han beundrade mest. Han nådde stora resultat”.
Paul Grassmann var den tyska delegationens viktigaste presspolitiska agent. Han var särskilt värdefull för delegationen just därför att han redan på 1920-talet hade etablerade kontakter i Sverige. Han hade särskilt bra kontakter med den svenska ”provinspressen”, för vilken han hade ett särskilt ansvar. Hösten 1937 blir Paul Grassmann officiell medlem av det nazistiska partiet.
Paul Grassmann var också den tyske representanten i två andra viktiga propagandaorgan, ”Nordiska sällskapet” och ”Nordiska kontaktbyrån”. Också i dessa organisationer stod i statuterna att propagandan skulle kamoufleras och framställas som objektiva fakta och att verksamheten skulle vara hemlig. Paul Grassmann agerade genom dessa organ, inte minst genom att se till att nazivänlig svensk press fick hemliga bidrag från det tyska propagandaministeriet. ”Bland de personliga insatser som 1933–1945 gjordes i syfte att påverka den svenska opinionen till förmån för Hitlerregimen måste Paul Grassmanns räknas till de allra största. Troligen gjorde han mycket mer än någon annan”.
Sin mest energiska propagandainsats på kulturområdet gjorde Grassmann genom sina försök att bilda vänskapsband med kända författare, till exempel Selma Lagerlöf, Fredrik Böök och Verner von Heidenstam. För detta sitt arbete hyllades han tidigt både för sin effektivitet och sina framgångar.
Vid krigsutbrottet 1939 fick Grassmann en ställning på den tyska delegationen i Stockholm som pressattaché och fick en egen avdelning med egna anställda kallad ”Grassmann-byrån”. Han anställdes direkt av det tyska utrikesdepartementet. Som pressattaché hade han diplomatisk immunitet. Som officiell representant för Hitlertyskland fick han alltfler speciella uppdrag. Så knöts han till exempel direkt till Ribbentrops Informationsbyrå III, en parallellorganisation till Wehrmachts och SS:s underrättelsetjänster. Han ledde arbetet med att kartlägga antinazistiska journalister och tidningar och rapporterade till Berlin. Han fick också i uppdrag att kartlägga och infiltrera norska, engelska och amerikanska nyhetskällor och blev en nyckelperson i försöken att under täckmantel köpa upp svenska tidningar och starta egna nazistiskt kontrollerade.
Vid Tysklands kapitulation kom Paul Grassmann att av svensk polis omedelbart evakueras från Stockholm, han belades med ”rörelseförbud”. Han förhördes om sin agent- och infiltratratörsverksamhet, men misstänktes också för regelrätt klassiskt spioneri; för att på hemliga vägar skaffat sig information om viktiga och sekretessbelagda överläggningar i svenska riksdagen och regeringen och att ha vidarebefordrat sådan information vidare till de tyska myndigheterna. England och USA förhandlade med svenska regeringen om den vidare behandlingen av Paul Grassmann och de som likt honom haft en central roll i det ”viktigaste organ för den tyska nazistiska tyska regimen i Stockholm”. Regeringen, svensk press och segrarmakterna kom under de månader som följde att försöka skilja ”fåren från getterna” bland de tyskar som tjänat naziregimen, dess propaganda och ”vittförgrenade institutionella komplex”.
Den 18 augusti 1945 utvisas Paul Grassmann från Sverige, förs med fångtransport i buss och färja tillsammans med ungefär en tredjedel av den tyska delegationens anställda till Lübeck. Han interneras i den brittiska zonen under de närmaste åren, blir sjuk i cancer och dör vid hemtransporten till hustru och barn 26 september 1948. Grassman är far till Sven och Gösta Grassman. Paul Grassmann är begravd på Bromma kyrkogård.

### Fotnoter
1. ↑  Kylhammar, 327-328
2. ↑  Roth, Thulstrup
3. 1 2  Kylhammar, 327-363
4. ↑  Georg K:son Kjellbergs statliga utredning Den tyska propagandan i Sverige under krigsåren 1939-1945, 1946
5. ↑  Thulstrup, 19
6. ↑  Byråns instruktioner översatta av Thulstrup, 13-24
7. ↑  Thulstrup, 20
8. ↑  Thulstrup, 13-24 och Roth passim
9. ↑  Thulstrup, 23
10. ↑  Roth, 63
11. ↑  Roth, 192
12. ↑  Roth, 207-08, Kylhammar 327-63
13. ↑  Roth, 207-09
14. ↑  Roth, 278-79
15. ↑  Roth, 286ff
16. ↑  Roth, 322-23, 328-39
17. ↑  Roth, ”Att skilja fåren från getterna”, 38
18. ↑  SvenskaGravar